# Inessa Mikhno
 (janvier 2025).
 (juillet 2024).
La mise en forme du texte ne suit pas les recommandations de Wikipédia : il faut le « wikifier ».
Les points d'amélioration suivants sont les cas les plus fréquents. Le détail des points à revoir est peut-être précisé sur la page de discussion.
- Les titres sont pré-formatés par le logiciel. Ils ne sont ni en capitales, ni en gras.
- Le texte ne doit pas être écrit en capitales (les noms de famille non plus), ni en gras, ni en italique, ni en « petit »…
- Le gras n'est utilisé que pour surligner le titre de l'article dans l'introduction, une seule fois.
- L'italique est rarement utilisé : mots en langue étrangère, titres d'œuvres, noms de bateaux, etc.
- Les citations ne sont pas en italique mais en corps de texte normal. Elles sont entourées par des guillemets français : « et ».
- Les listes à puces sont à éviter, des paragraphes rédigés étant largement préférés. Les tableaux sont à réserver à la présentation de données structurées (résultats, etc.).
- Les appels de note de bas de page (petits chiffres en exposant, introduits par l'outil «  Source ») sont à placer entre la fin de phrase et le point final[comme ça].
- Les liens internes (vers d'autres articles de Wikipédia) sont à choisir avec parcimonie. Créez des liens vers des articles approfondissant le sujet. Les termes génériques sans rapport avec le sujet sont à éviter, ainsi que les répétitions de liens vers un même terme.
- Les liens externes sont à placer uniquement dans une section « Liens externes », à la fin de l'article. Ces liens sont à choisir avec parcimonie suivant les règles définies. Si un lien sert de source à l'article, son insertion dans le texte est à faire par les notes de bas de page.
- La présentation des références doit suivre les conventions bibliographiques. Il est recommandé d'utiliser les modèles {{Ouvrage}}, {{Chapitre}}, {{Article}}, {{Lien web}} et/ou {{Bibliographie}}. Le mode d'édition visuel peut mettre en forme automatiquement les références.
- Insérer une infobox (cadre d'informations à droite) n'est pas obligatoire pour parachever la mise en page.

Pour une aide détaillée, merci de consulter Aide:Wikification.
Si vous pensez que ces points ont été résolus, vous pouvez retirer ce bandeau et améliorer la mise en forme d'un autre article.
Inesa Serhiïvna Mikhno (née le 23 décembre 1990 à Donetsk, oblast de Donetsk, République socialiste soviétique d'Ukraine en URSS) est une chanteuse, présentatrice de télévision, auteur-compositeur et réalisatrice ukrainienne spécialisée dans l'organisation de grands événements, concerts et émissions de télévision. Elle est également active dans le domaine scientifique, titulaire d'un doctorat en sciences économiques (obtenu en 2018), écologiste et partisane de l'utilisation rationnelle des ressources naturelles pour améliorer le bien-être de la société.

## Biographie
A grandi dans une famille d'un ingénieur et d'une biologiste, elle s'est néanmoins consacrée dès son plus jeune âge à la chorégraphie professionnelle à l'École de chorégraphie de Donetsk, dans la direction de la « chorégraphie classique », et à la musique en classe de piano. Elle s'est passionnée pour l'écriture de chansons et a participé à un ensemble vocal scolaire. Après avoir terminé neuf années d'école générale, elle s'est sérieusement intéressée aux sciences exactes, tout en poursuivant sa carrière artistique au sein de l'ensemble « Panayir », qui soutenait la culture et la créativité grecques.[réf. souhaitée]
Elle a commencé à travailler à l'âge de onze ans, élaborant ses propres projets commerciaux afin de gagner l'argent nécessaire à la création de son propre projet musical.[réf. souhaitée]
Elle a participé à de nombreux événements et concerts internationaux, tant en Ukraine qu’à l’étranger, en tant que membre de l'ensemble.[réf. souhaitée]
En 2008, après avoir été admise à l'université, elle a déménagé à Kiev, où elle a continué ses activités créatives. Elle a collaboré avec des artistes renommés, travaillant comme danseuse dans des shows et comme choriste, tout en chantant dans des établissements de divertissement.[réf. souhaitée]
En 2012, elle a sorti deux albums musicaux autoproduits, qui n’ont pas rencontré de succès, car aucun fonds n’avait été investi dans leur promotion et leur production, selon ses dires.[réf. souhaitée]
En 2016, elle a publié un recueil de prose et de poésie intitulé Reflet, qui a été bien accueilli par les critiques littéraires et les artistes. Cependant, après la vente des exemplaires disponibles, le livre n'a plus été réédité.[réf. souhaitée]
En 2020, elle a lancé ses propres projets « Celebrity awards » et « TOP-20 des personnalités les plus influentes de la capitale », récompensant des Ukrainiens influents et célèbres dans diverses catégories, basées sur des votes ouverts et les évaluations d'un jury compétent.

## Singles
| Année | Le nom de la chanson | Studio              |
| ----- | -------------------- | ------------------- |
| 2022  | Without you          | TAPEY production    |
| 2022  | Stop the war         | TAPEY production    |
| 2022  | Why                  | TAPEY production    |
| 2023  | Good times           | TAPEY production    |
| 2023  | Kiss and fly         | TAPEY production    |
| 2024  | Love is all around   | TAPEY production    |
| 2024  | Once upon a time     | TAPEY production    |
| 2024  | Ocean view           | TAPEY production    |
| 2024  | Coin                 | TAPEY production    |
| 2024  | Burning              | TAPEY production    |
| 2024  | Bump                 | Bogdanov production |

## Clips vidéos
| Année | Le nom de la chanson | Directeur(s)                    |
| ----- | -------------------- | ------------------------------- |
| 2023  | Without you          | Evgeny Triplov, Orest Kovalchuk |